# Monte Warren
El monte Warren es una cumbre de 3.362 metros situada en el extremo sureste del lago Maligne, en el parque nacional de Jasper, en las Rocosas canadienses de Alberta (Canadá). El monte Warren se ve a menudo en el fondo de las fotos icónicas de calendario de la isla Spirit y el lago Maligne. La montaña se eleva 1.690 metros en menos de 4 kilómetros desde el lago, lo que le confiere un espectacular relieve. El monte Warren está situado en el borde noroeste del campo de hielo de Brazeau, y su pico más alto más cercano es el monte Brazeau, a 2,26 kilómetros al sureste. Monkhead es una cumbre secundaria más baja al noroeste de la verdadera cumbre.

## Historia
El pico fue nombrado por primera vez por Mary Schäffer Warren en 1908, en honor a William "Billy" Warren, su viejo amigo y guía de montaña que en 1915 se convertiría en su segundo marido. Mary "descubrió" el lago Maligne y dio nombre a muchas de las montañas que lo rodean, como el monte Charlton, el monte Unwin y la montaña Maligne. El nombre de la montaña fue adoptado oficialmente en 1946 por el Consejo de Nombres Geográficos de Canadá
El primer ascenso al monte Warren fue realizado en 1928 por WR Hainsworth y MM Strumia.

## Clima
Según la clasificación climática de Köppen, Mount Warren se encuentra en un clima subártico con inviernos fríos y abundantes nevadas y veranos suaves. Las temperaturas pueden caer por debajo de −20 grados Celsius (−4,0 °F)  con factores de sensación térmica por debajo de −30 °C (−22 °F). La escorrentía de las precipitaciones del monte Warren desemboca en el río Maligne, que es un afluente del río Athabasca. Los meses de julio a septiembre ofrecen el clima más favorable para ver y escalar el monte Warren.